# كنيسة سيدة جبل الكرمل (مالطا)
كنيسة سيدة جبل الكرمل (بالمالطية: Bażilika Santwarju tal-Madonna tal-Karmnu)، (بالإنجليزية: Basilica of Our Lady of Mount Carmel) هي كنيسة كاثوليكية رومانية في العاصمة فاليتا بجزيرة مالطا. وهي واحدة من أشهر الكنائس ومناطق الجذب السياحي الرئيسية في فاليتا، وتشكل جزءًا من أحد مواقع التراث العالمي لليونسكو والتي تضم المدينة بأكملها.

## الكنيسة الأصلية
تم تكريس الكنيسة الأولى للبشارة. وتم البدا في البناء حوالي عام 1570 على تصميمات جيرولامو كاسار. في القرن السابع عشر، تم منحه إلى الكرمليين وبالتالي تلقى رعايته الحالية لسيدة جبل الكرمل. أعيد تصميم الواجهة عام 1852 من قبل جوزيبي بونافيا. في 15 مايو 1895، رفع البابا لاوون الثالث عشر الكنيسة إلى رتبة كنيسة صغيرة. تعرضت الكنيسة لأضرار جسيمة خلال الحرب العالمية الثانية وكان لا بد من إعادة بنائها.

## البازيليكا الحالية

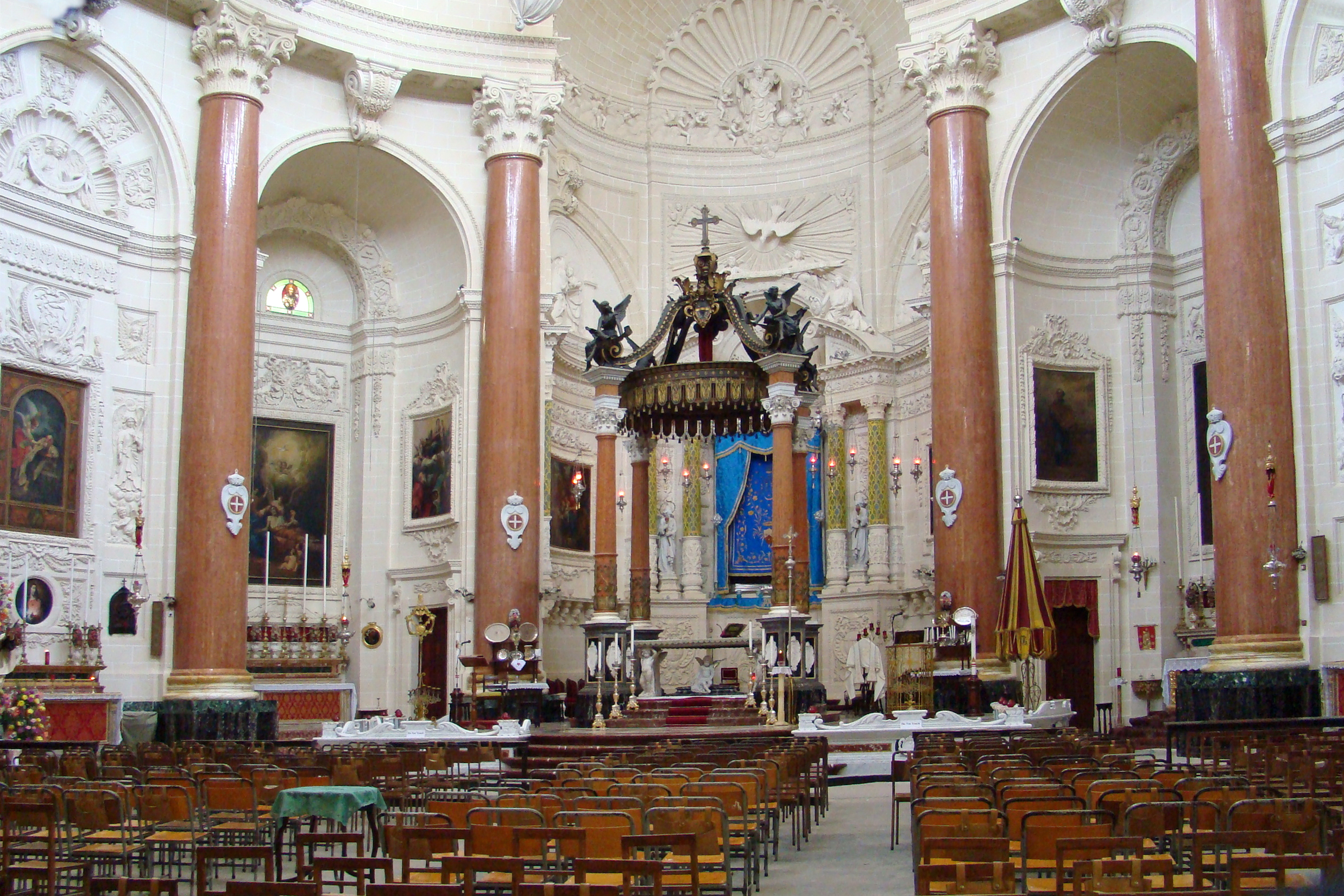
داخل البازيليكا

تم بناء الكنيسة الجديدة من عام 1958 إلى عام 1981. تم تكريسه عام 1981. تهيمن القبة البيضاوية التي يبلغ ارتفاعها 42 مترًا على أفق المدينة وميناء مارسامكسيت. إنه أعلى من برج الكنيسة الأنجليكانية المجاورة مباشرة في فاليتا. عامل الجذب الرئيسي في الداخل هو لوحة لسيدة جبل الكرمل يعود تاريخها إلى أوائل القرن السابع عشر.
يتم عرض شواهد القبور لكل من كاترينا فيتالي وكاترينا سكابي عند مدخل الكنيسة.
تم نحت التصميم الداخلي بواسطة جوزيف داماتو على مدار 19 عامًا. اللافت للنظر هي أعمدة الرخام الأحمر.
تم إدراج مبنى الكنيسة في الجرد الوطني للممتلكات الثقافية للجزر المالطية.

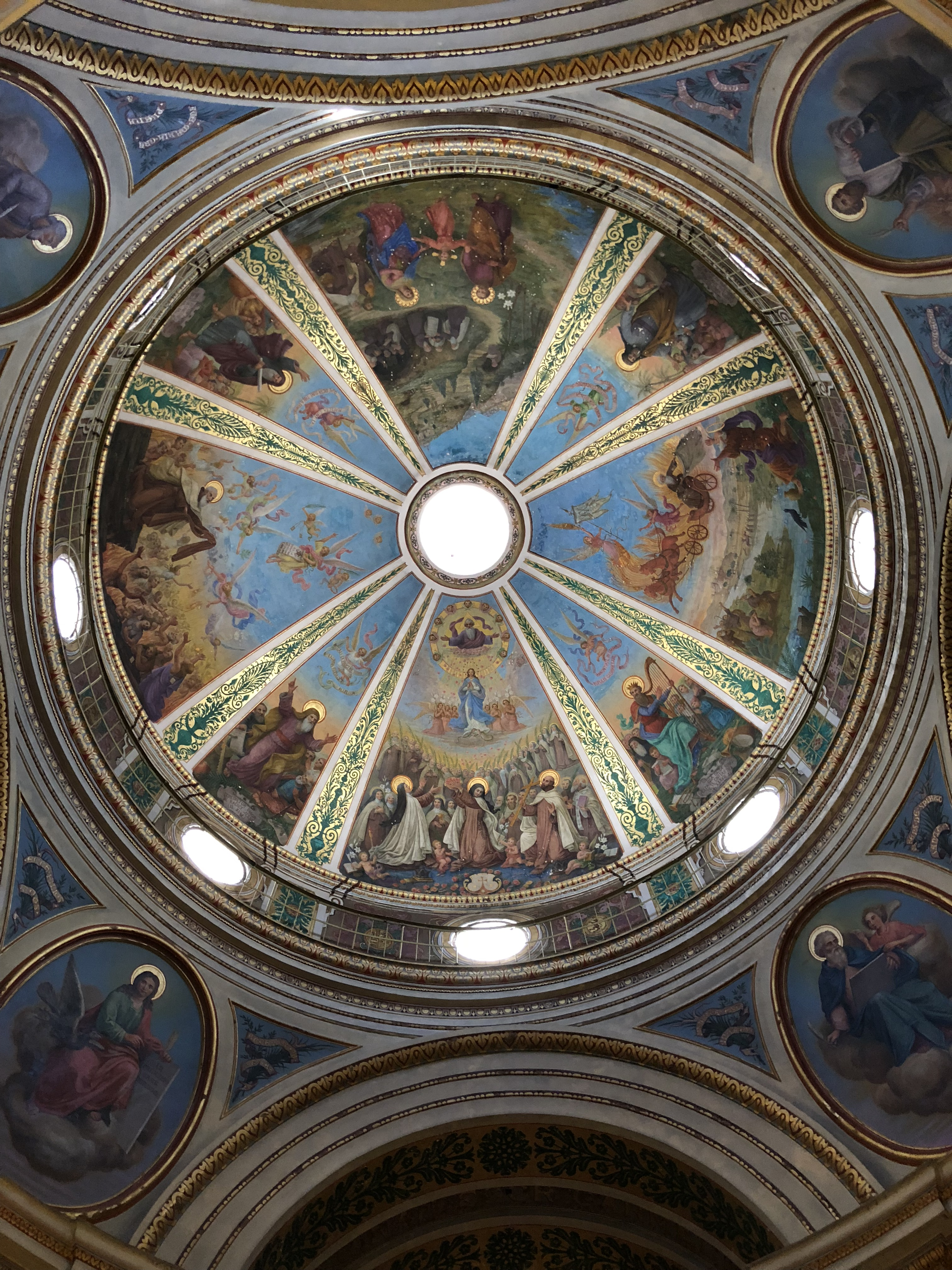
قبة الكنيسة في كنيسة سيدة جبل الكرمل